# Collegiove
Collegiove é uma comuna italiana da região do Lácio, província de Rieti, com cerca de 176 habitantes. Estende-se por uma área de 10 km², tendo uma densidade populacional de 18 hab/km². Faz fronteira com Ascrea, Collalto Sabino, Marcetelli, Paganico Sabino, Pozzaglia Sabina, Turania.

## Demografia
| Variação demográfica do município entre 1861 e 2011                               |
|                                                                                   |
| Fonte: Istituto Nazionale di Statistica (ISTAT) - Elaboração gráfica da Wikipedia |